# Alfred Berchtold
Alfred Berchtold (* 17. Juni 1925 in Zürich; † 26. Oktober 2019 in Chêne-Bougeries) war ein Schweizer Historiker.

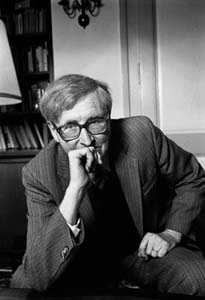
Alfred Berchtold (1992)

## Leben
Berchtold wurde in Zürich geboren, wuchs aber in Paris im Quartier Montmartre auf, wo sein Vater die französische Vertretung von Landis & Gyr aufbaute und leitete. Er besuchte das Lycée Condorcet. 1940 kehrte die Familie wegen des Krieges in die Schweiz zurück. Berchtold besuchte darauf das Kantonale Gymnasium mit altsprachlichem Profil (Literargymnasium) in Zürich und schloss dieses 1944 mit der Matura ab. Von 1944 bis 1947 studierte er Französische Literatur und Geschichte an der Universität Genf, hauptsächlich bei Marcel Raymond, mit dem Ziel, Französischlehrer am Gymnasium zu werden. Prägend für Berchtold war neben Marcel Raymond der Kunsthistoriker René Huyghe, der in dieser Zeit ausserhalb der Universität Vorträge über Kunstpsychologie hielt. Zeitlebens interessierte sich Berchtold neben der Literatur auch für bildende Kunst. Nach Abschluss des Studiums mit dem Lizentiat begann er mit einer Dissertation über das intellektuelle Umfeld von Charles-Ferdinand Ramuz, die sich schliesslich zu einer Kultur- und Intellektuellengeschichte der Romandie im späten 19. Jahrhundert ausweitete. Die Arbeit daran erstreckte sich über 15 Jahre (1948–1963). Neben seiner Forschungstätigkeit war Berchtold als Lehrer und Dozent tätig: zunächst ab 1948 an der École de bibliothécaires in Genf, dann ab 1952 an der Höheren Töchterschule (École supérieure des Jeunes Filles) in Genf, wo er 1955 zum Hauptlehrer für Französisch gewählt wurde. Von 1965 bis 1973 war er Lehrbeauftragter am Institut des sciences de l’éducation und an der École de psychologie et des sciences de l’éducation in Genf. Von 1966 bis 1985 hatte er einen Lehrauftrag für die Geistesgeschichte der Schweiz (histoire intellectuelle) an der Universität Genf. 1990 erschien sein zweites Hauptwerk: die fast 900-seitige Studie über Basel und Europa. Berchtold hielt zahlreiche Vorträge in der Schweiz und im Ausland und verfasste auch nach seiner Pensionierung Studien und Biographien zu Schweizer Intellektuellen und Künstlern. 1994 wurde er zum Ehrendoktor der Universität Lausanne ernannt. Er starb im Oktober 2019 im Alter von 94 Jahren.
Berchtold war verheiratet mit Nicole Favre, der Tochter von Henry Favre. Er ist der Vater des Literaturwissenschaftlers Jacques Berchtold.

## Auszeichnungen
- 1990: Oertli-Preis der Oertli-Stiftung Zürich[6]
- 1991: Europäischer SICPA-Preis der Fondation Jean Monnet
- 1992: Preis der Stiftung Dr. J. E. Brandenberger «in Anerkennung seines unablässigen Bemühens um die schweizerische Kultur in allen ihren Ausdrucksformen»[7]
- 1994: Ehrendoktorat der Theologischen Fakultät der Universität Lausanne[8]
- 1995: Prix de la Ville de Genève[9]
- 2004: Preis der Stiftung Pittard de l’Andelyn für Guillaume Tell, résistant et citoyen du monde

## Veröffentlichungen (Auswahl)
- La Suisse romande au cap du XXe siècle. Portrait littéraire et moral. Payot, Lausanne 1963.
- Bâle et l’Europe. Une histoire culturelle. Payot, Lausanne 1990.
- Cinq portraits. Euler, Bräker, Pestalozzi, Dufour, Sismondi et le groupe de Coppet. L’Âge d’homme, Lausanne 1997.
- Jacob Burckhardt. L’Âge d’homme, Lausanne 1999.
- Émile Jaques-Dalcroze et son temps. L’Âge d’homme, Lausanne 2000.
- Trajectoire de Claude Richoz, 1929–2001. Vocation journaliste. Georg, Chêne-Bourg 2003.
- Guillaume Tell. Résistant et citoyen du monde. Zoé, Carouge-Genf 2004.